# 栗田なつか
栗田 なつか（くりた なつか、2002年7月19日 ‐ ）は、日本の女性アイドル。京都府出身。アソビシステムのアイドルプロジェクト「KAWAII LAB.」から誕生したアイドルグループSWEET STEADYのメンバー。身長153 cm。メンバーカラーはピンク。

## 来歴
- 2019年6月、高校2年生の頃に関西を拠点に活動するアイドルグループ「W.ダブルヴィー」にメンバー「なつか」として加入（前世として）。[3]
- 2023年4月にW.ダブルヴィーを卒業。[4]
- 2024年3月、SWEET STEADYのメンバーとしてグループがデビュー。「SWEET STEADY」は“かわいい（SWEET）を集めた花束”のように、“着実に（STEADY）”成長してほしいという思いが込められている。[5]
- グループの1stシングル『ぱじゃまぱーてぃー！ / ダイヤモンドデイズ』（2024年12月18日発売）がオリコン週間2位を獲得。[6]
- 2025年7月17日に、自身の生誕祭「栗田なつか生誕祭2025」をSpotify O-WESTにて開催。[7][8]

## 人物
- 愛称は「なつかちゃん」。関西弁（京都弁）を話す。[9]
- 趣味はコスメ集め、特技はセルフネイル。幼少期からバレエを習っていた経歴がダンスのベースに。[10][11]

## SNS
- **Instagram**：アカウント `@n_wanwan3`、フォロワー約42,580人（2025年時点）。[12]
- **TikTok**：アカウント `@n_wanwan3`、フォロワー数非公表、いいね数626.4K件。[13]
- **X（旧Twitter）**：アカウント `@natsuka_ss0719`、京都弁でのキャッチコピー「なあなあなつかちゃん」「はんなりなつか」。[14]

## 出演
ライブ・イベント
- **2025年7月17日**、Spotify O-WESTにて「栗田なつか生誕祭2025」を開催。[15]